# Вилхелм фон Шьонбург-Валденбург
Вилхелм фон Шьонбург-Валденбург (на немски: Wilhelm Prinz von Schönburg-Waldenburg; * 3 април 1913, дворец Гутеборн, Саксония; † 1 юни 1944, убит близо до Парфурю-сюр-Одон, Нормандия, Франция) е принц на Шьонбург-Валденбург.

## Произход
Той е най-малкият син, петото дете, на принц Улрих Георг фон Шьонбург-Валденбург (1869 – 1939), господар на дворец Гутеборн, и съпругата му принцеса Паулина Амалия Адела фон Льовенщайн-Вертхайм-Фройденберг (1881 – 1945), дъщеря на принц Алфред фон Льовенщайн-Вертхайм-Фройденберг (1855 – 1925) и графиня Паулина фон Райхенбах-Лесонитц (1858 – 1927). Внук е на генерал принц Георг фон Шьонбург-Валденбург (1828 – 1900) и принцеса Луиза фон Бентхайм-Текленбург (1844 – 1922). Правнук е на княз Ото Виктор I фон Шьонбург (1785 – 1859), основател на клона Шьонбург-Валденбург, и принцеса Текла фон Шварцбург-Рудолщат (1795 – 1861). Брат е на княз Волф Георг Алфред VI фон Шьонбург-Валденбург (1902 – 1983), принц Георг Улрих фон Шьонбург-Валденбург (1908 – 1982), Шарлота Паулина Луиза Амалия (1901 – 1982) и Доротея фон Шьонбург-Валденбург (* 1905), омъжена на 5 септември 1928 г. за принц Карл Франц Фердинанд фон Липе-Вайсенфелд (1903 – 1939, убит в битка в Полша).
Вилхелм е осиновен през 1942 г., също и синът му Улрих, от леля му принцеса Анна Луиза фон Шьонбург-Валденбург (1871 – 1951), княгиня фон Шварцбург-Рудолщат, дъщеря на Георг фон Шьонбург-Валденбург.
Вилхелм е убит на 1 юни 1944 г. убит в битка близо до Парфурю-сюр-Одон в Нормандия на 31 години и е погребан там.
През 1945 г. фамилията Шьонбург трябва да напусне дворец Гутеборн. На 8 август 1948 г. дворецът е взривен. По време на революцията през 1918 г. саксонският крал Фридрих Август III бяга в дворец Гутеборн и абдикира там на 13 ноември 1918 г.
Линията Шьонбург-Валденбург съществува днес и синът му Улрих (* 1940) е шеф на фамилията.

## Фамилия
Вилхелм фон Шьонбург-Валденбург се жени на 27 септември 1939 г. в Росла за принцеса Мари Елизабет Ида Емма Цецилия Матилда фон Щолберг (* 1 октомври 1921, Росла; † 11 юли 1975, Ортенберг), дъщеря на княз Кристоф Мартин фон Щолберг-Росла (1888 – 1949) и принцеса Ида Ройс-Грайц от старата линия (1891 – 1977). Те имат двама сина:
- Улрих (* 9 октомври 1940, Дрезден), шеф на фамилията, 6. княз на Шьонбург-Валденбург, женен на 14 юли 1972 г. в Кьолн за Бригите Хиршле (* 31 март 1943, Равенсбург); има една дъщеря
- Волф Кристоф (* 3 април 1943, Дрезден), принц Шьонбург-Валденбург, женен на 6 декември 1968 г. в Люнебург за Евелина Менте (* 6 юни 1944); има един син